# IC 4556
IC 4556 — галактика типу E (еліптична галактика) у сузір'ї Змія.
Цей об'єкт міститься в оригінальній редакції індексного каталогу.